# Solenysa
Solenysa is een geslacht van spinnen uit de familie hangmatspinnen (Linyphiidae).

## Soorten
De volgende soorten zijn bij het geslacht ingedeeld:
- Solenysa akihisai (Tu, 2011)
- Solenysa geumoensis (Seo, 1996)
- Solenysa lanyuensis (Tu, 2011)
- Solenysa longqiensis (Li & Song, 1992)
- Solenysa melloteei (Simon, 1894)
- Solenysa partibilis (Tu, Ono & Li, 2007)
- Solenysa protrudens (Gao, Zhu & Sha, 1993)
- Solenysa reflexilis (Tu, Ono & Li, 2007)
- Solenysa retractilis (Tu, 2011)
- Solenysa tianmushana (Tu, 2011)
- Solenysa wulingensis (Li & Song, 1992)
- Solenysa yangmingshana (Tu, 2011)